# Veronica Pivetti
Veronica Pivetti (née à Milan le 19 février 1965) est une actrice et doubleuse italienne. 

## Biographie
Veronica Pivetti, fille du réalisateur Paolo Pivetti et de l'actrice et doubleuse Grazia Gabrielli est née à Milan. Elle a une  sœur, la femme politique Irene Pivetti,. Elle a commencé sa carrière en tant que comédienne à l'âge de huit ans, spécialisée dans le doublage de dessins animés. Après plusieurs apparitions dans l'émission de variétés (Quelli che ... il Calcio), elle fait ses débuts au cinéma en 1995, choisie par Carlo Verdone pour incarner sa femme dans le film Viaggi di nozze. Après être apparue dans plusieurs autres films, elle a ensuite concentré son activité à la télévision, jouant des rôles principaux dans des séries télévisées à succès, dont Commesse, Il maresciallo Rocca et Provaci ancora prof .   En 1998, elle présente le festival de Sanremo, aux côtés de Raimondo Vianello et Eva Herzigová.

## Filmographie partielle
- 1995 : Viaggi di nozze de Carlo Verdone
- 1996 : Metalmeccanico e parrucchiera in un turbine di sesso e di politica de Lina Wertmüller
- 1997 : Altri uomini de Claudio Bonivento
- 2015 : Rocco dans tous ses états (Né Giulietta né Romeo) de elle-même